# Carlo l’Ami
Carlo l’Ami (* 20. Juli 1966 in Leiden, Südholland) ist ein niederländischer Torwarttrainer und ehemaliger Torhüter. Seit 2007 trainiert er die Keeper des AFC Ajax aus Amsterdam.

## Karriere
L’Amis erster Profiverein war Excelsior aus Rotterdam, für den er in der Saison 1986/87 fünfmal das Tor in der Eredivisie hütete. Nach dem Abstieg avancierte er in der Eerste Divisie zum Stammtorhüter. Im Winter 1988/89 wechselte er zurück in die höchste Spielklasse zu PSV aus Eindhoven, wo er zweimal als Ersatz für den verletzten Hans van Breukelen zum Einsatz kam und am Saisonende die Meisterschaft feiern konnte. In den folgenden Jahren spielte er bei diversen Zweitligisten, ehe er 1992 bei Sparta Rotterdam in die Eredivisie zurückkehrte, wenn auch erneut nur für zwei Spiele. 1993 wechselte l’Ami zum Aufsteiger sc Heerenveen, bei dem er zweieinhalb Spielzeiten in der höchsten Spielklasse aktiv war. Ab Anfang 1996 folgten mit Cambuur, Telstar und erneut Excelsior wieder einige Jahre in der Eerste Divisie. 2002 unterzeichnete l’Ami einen Vertrag bei Ehrendivisionär Feyenoord; bei den Rotterdamern beendete er mit drei Einsätzen in der Saison 2002/03 seine Laufbahn. Sein letztes Profispiel war am 7. Dezember 2002 die Begegnung bei seinem ehemaligen Verein sc Heerenveen, bei der er nach neun Minuten verletzt vom Platz musste und damit unfreiwillig dem 17-jährigen Jesper Hogedoorn zu seinem einzigen Profieinsatz verhalf.
Nach der Profikarriere wurde l’Ami Torwarttrainer bei Excelsior und war gleichzeitig bei Feyenoord als Trainer der Jugendkeeper tätig. Torwarttrainer der ersten Mannschaft des AFC Ajax ist er seit 2007. Sein Vertrag bei den Amsterdamern läuft bis 2014.